# Классификация патогенности

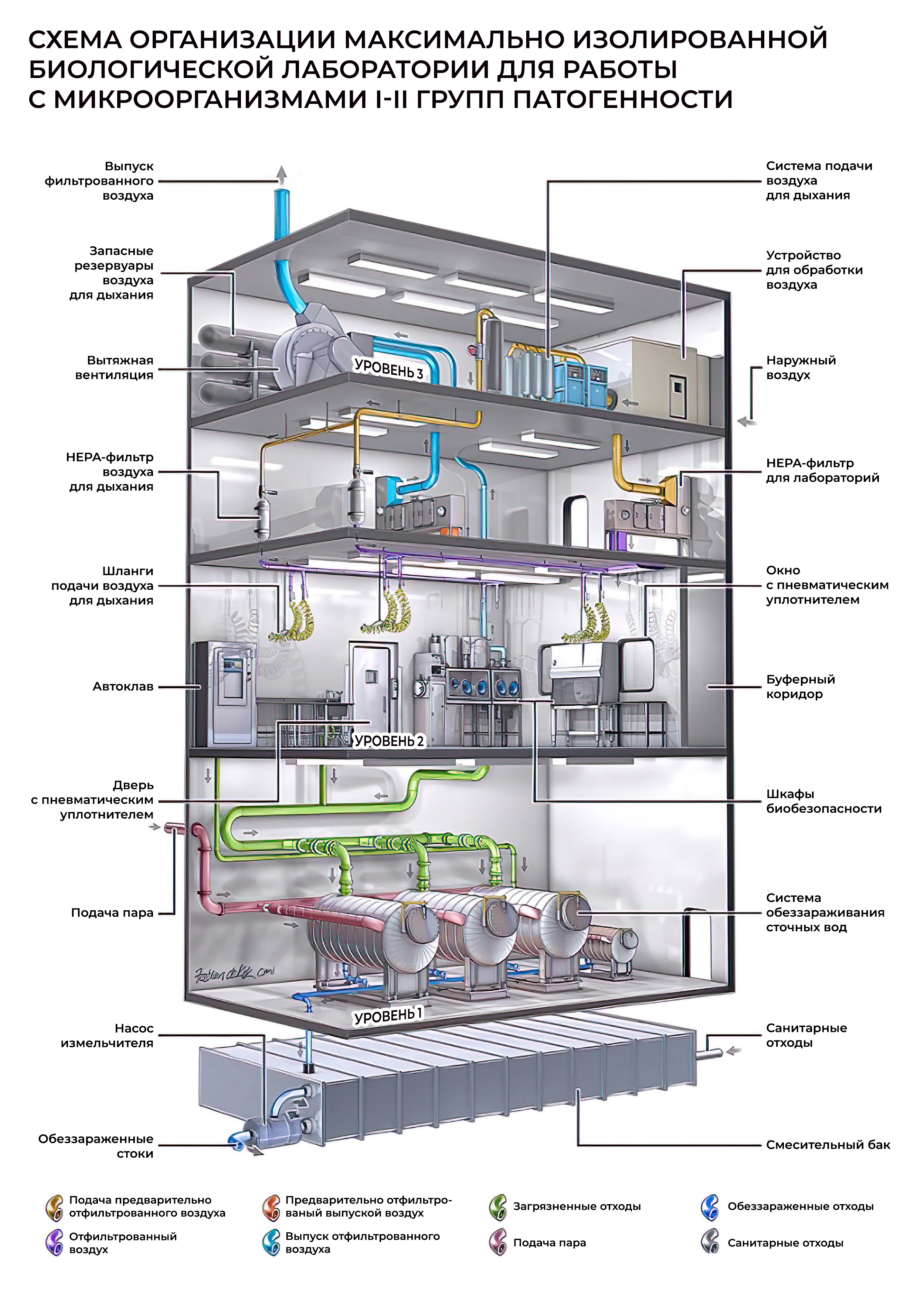
Основные характеристики лаборатории уровня биобезопасности 4 (BSL-4) – схема организации максимально изолированной биологической лаборатории для работы с микроорганизмами I-II групп патогенности.

В целях обеспечения инфекционной безопасности микроорганизмы разделяют на ряд групп в зависимости от их патогенности. Так, в странах СНГ и ЕЭС подобный ряд включает в себя четыре группы (от условно-патогенных микроорганизмов до возбудителей особо опасных заболеваний), расположенные в порядковой последовательности. При этом на группы патогенности поделены только микроорганизмы, способные вызывать заболевания у человека (микроорганизмы, вызывающие заболевания у животных и растений, но не приводящие к заболеванию людей, на такие группы не дифференцируются).
Разделение на группы патогенности позволяет, кроме оценки рисков, создавать отдельные требования для каждой из групп по выделению чистой культуры, хранению и транспортировке материала, допуску и условиям работы с ним, а так же по проведению других профилактических и противоэпидемических мероприятий, в том числе режимно-ограничительных, с целью недопущения заражения и распространения инфекций..

## Патогенность,токсичностьивирулентность

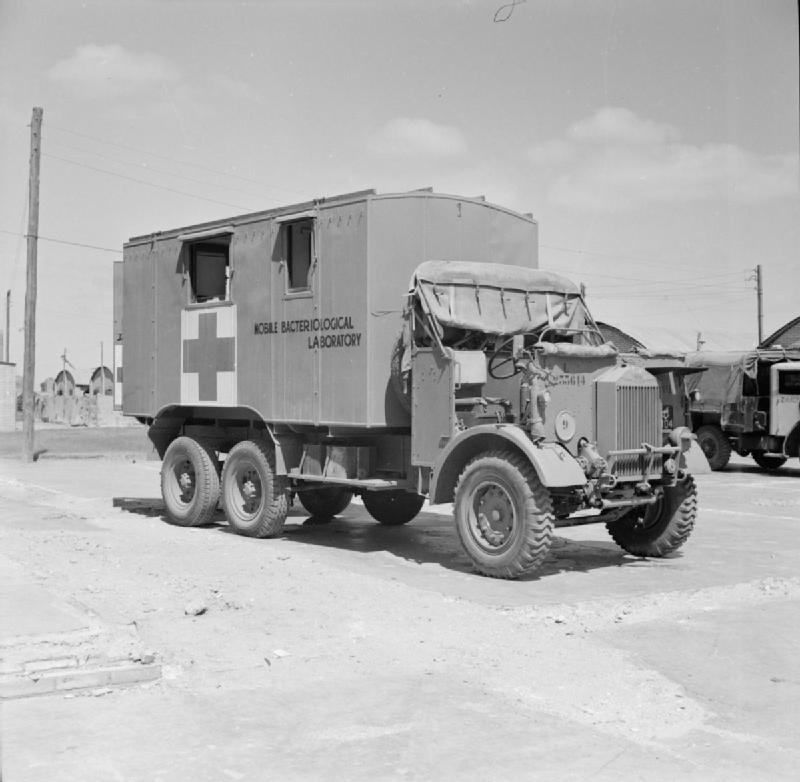
Полевая подвижная медицинская бактериологическая лаборатория на шасси грузового автомобиля. Вторая мировая война

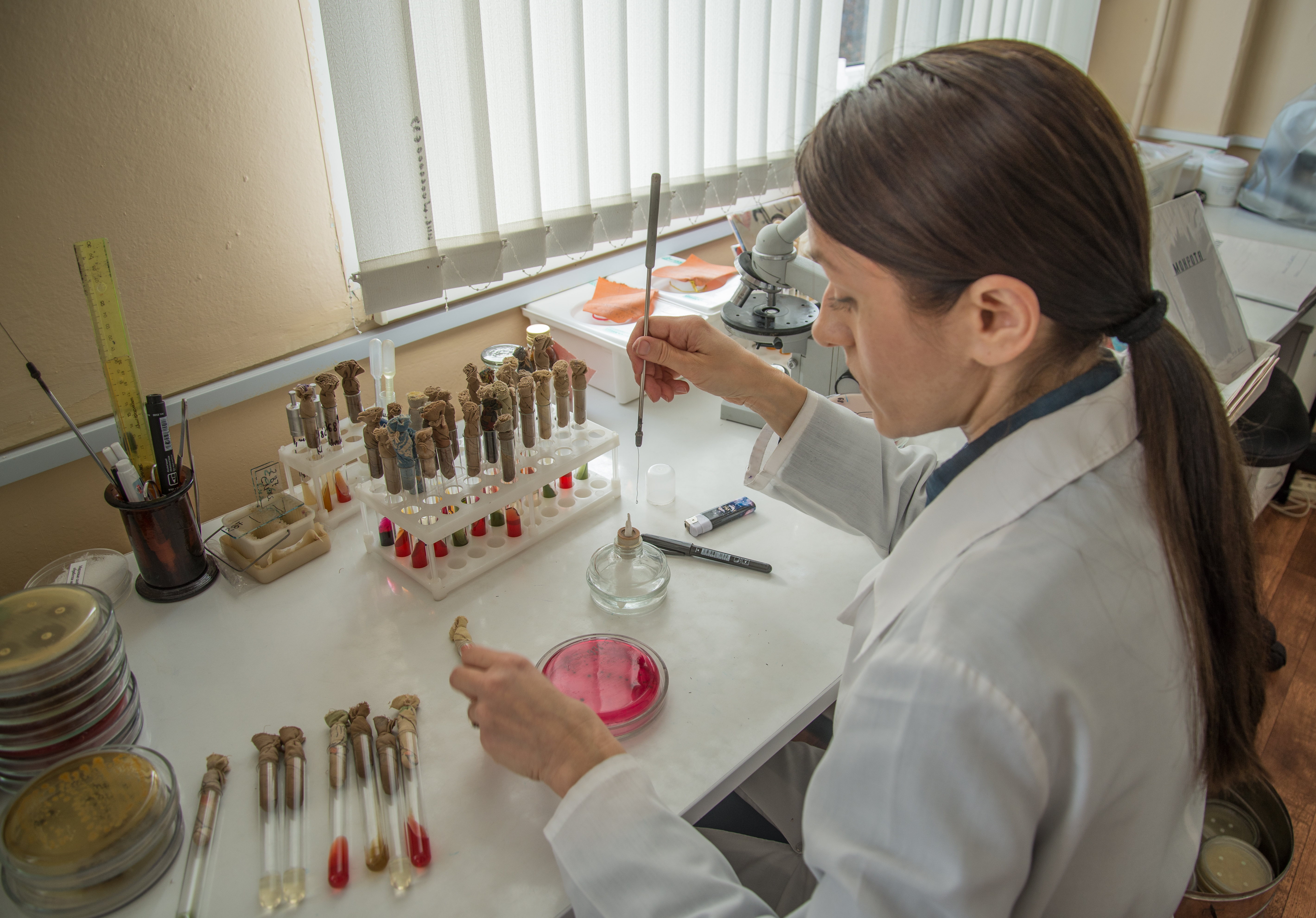
Работа в бактериологической лаборатории с непатогенными и с условно-патогенными микроорганизмами

Патогенность — полидетерминантная, генотипическая характеристика определённого организма, ответственная за создание специфических структур (например, капсула, экзотоксины) или отвечающая за поведение, нарушающее целостность тканей организма животных или человека.
Патогенность характеризуется специфичностью, то есть способностью вызывать типичные для определённого возбудителя патофизиологические и морфологические изменения в определённых тканях и органах, при условии естественного для него способа заражения.
Чаще всего соответствуют определённому типу инфекционного заболевания с соответствующей клиникой и патоморфологией.
Условно-патогенные организмы — это естественные обитатели различных биотопов организма человека, вызывающие заболевания при резком снижении общего или местного иммунитета. К ним относят, например, клещ Demodex folliculorum.
Вирулентность — количественная мера патогенности, измеряемая чаще всего в специальных единицах LD50 — минимальная смертельная доза, равная наименьшему количеству патогена, который при определённом способе заражения вызывает гибель 50 % зараженных животных. Вирулентность также связана с токсигенностью — способностью организма патогена синтезировать токсин, негативно влияющий на функции восприимчивого организма. Различают эндо- и экзотоксины.

## Классификация патогенности, действующая на территорииРоссийской Федерации
В соответствии с этим в России приняты санитарные правила, устанавливающие требования к организационным, санитарно-противоэпидемическим (профилактическим) мероприятиям, направленным на обеспечение личной и общественной безопасности, защиту окружающей среды при работе с патогенными биологическими агентами:
- СП 1.3.2322-08 регламентирует работу с III-IV группой патогенности с классификатором патогенов - не действует
- СП 1.3.3118-13 для работы с I-II группой патогенности (введены с 15.08.2014 года, взамен СП 1.3.1285-03) - не действует
- СанПиН 3.3686-21 «Санитарно-эпидемиологические требования по профилактике инфекционных болезней»[5][6]  — вступает в действие с 01.09.2021 г., и будет действовать до 01.09.2027, в том числе взамен СП 1.3.2322-08 и СП 1.3.3118-13. Документ регламентирует работу с ПБА всех групп патогенности, перечень микроорганизмов по группам патогенности приводится в Приложении 1[7]. Инструкции по работе с низко-патогенными микроорганизмами (ПБА III-IV групп патогенности) можно найти в документе СанПиН 3.3686-21[5][6] в секции "Санитарно-эпидемиологические требования к условиям труда работников, осуществляющих деятельность с микроорганизмами III-IV групп патогенности (опасности)"[8] из документа СанПиН 3.3686-21). В приложении 1 документа СанПиН 3.3686-21 есть таблица с классификацией микроорганизмов по группам патогенности.[9] В этом же приложении[9]  сказано, что аттенуированные (ослабленные) штаммы возбудителей I - II групп относятся к микроорганизмам III группы патогенности. Ослабленные штаммы III - IV групп относятся к IV группе патогенности.

Наиболее опасные микроорганизмы классифицированы в I и II группу патогенности.

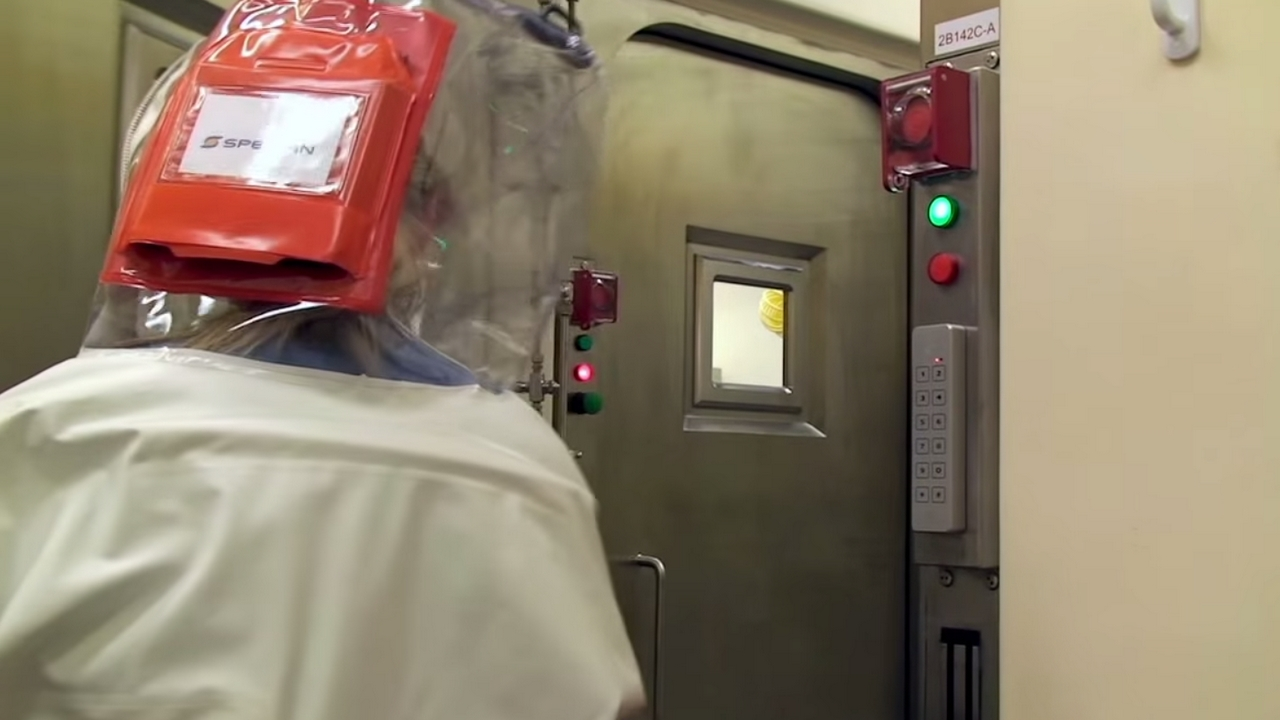
Входы/выходы в максимально изолированных биологических лабораториях оборудуются тамбур-шлюзами и гермодверями обеспечивающими герметичность помещений рабочей (опасной) зоны лаборатории
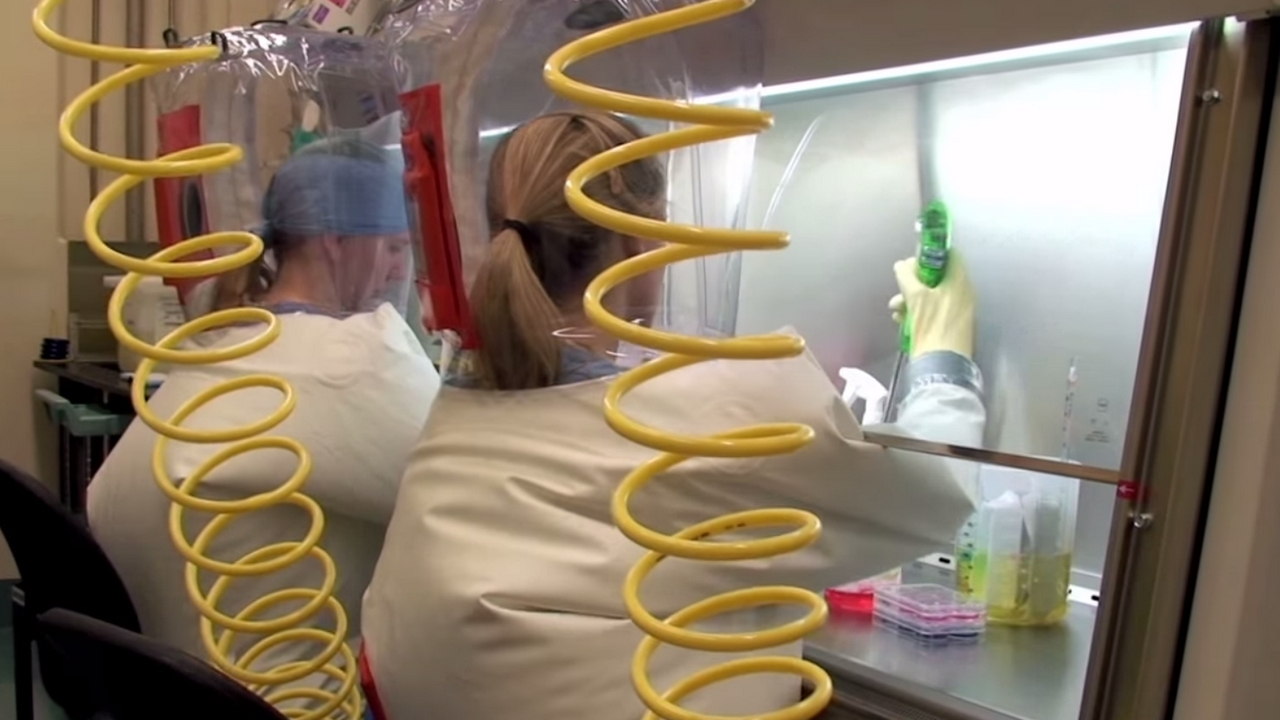
Для гарантированного предотвращения попадания бактериальных аэрозолей на поверхность тела и слизистые используются изолирующие костюмы с пневмонаддувом и избыточным давлением внутри
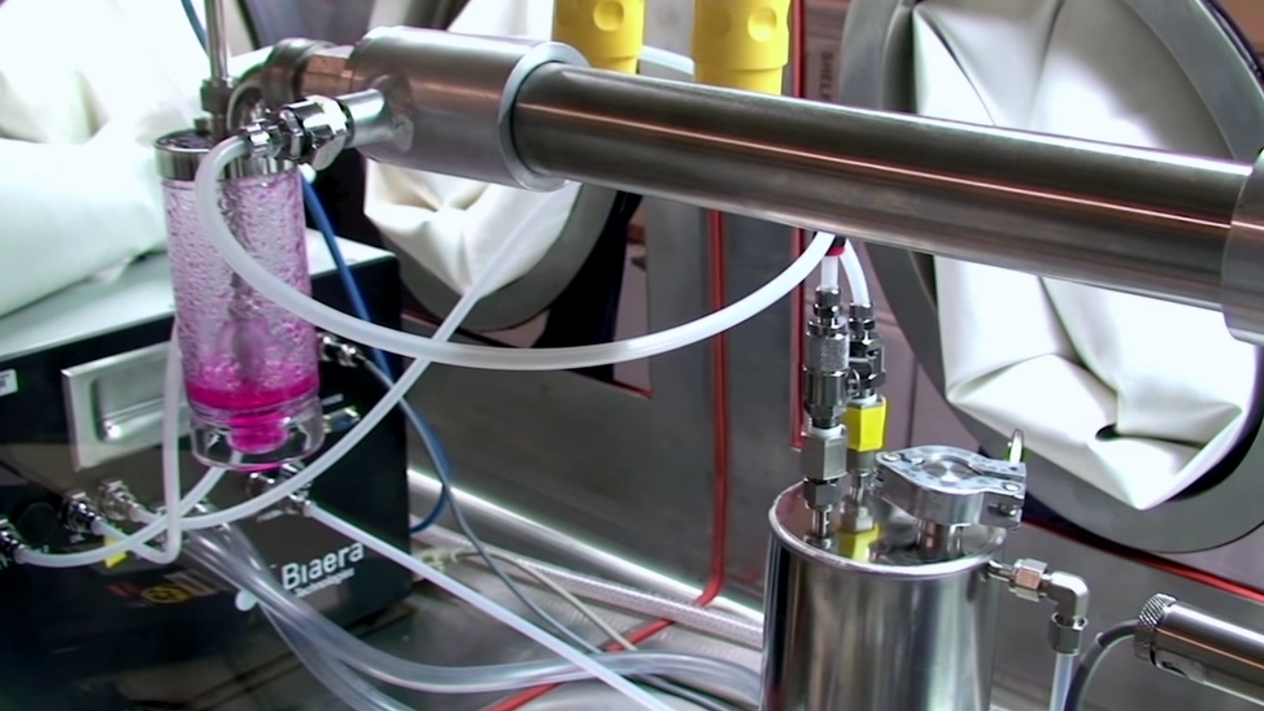
Работы с патогенами I группы патогенности и возбудителями особо опасных инфекции проводятся в боксах биологической безопасности
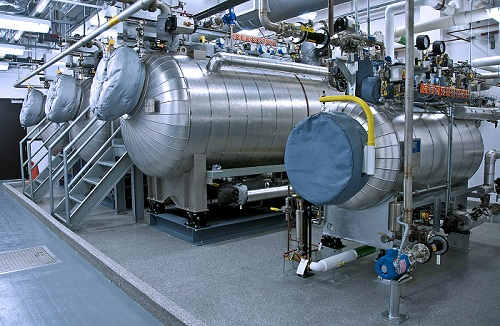
Автоклавы для обезвреживания (стерилизации) сточных вод лаборатории
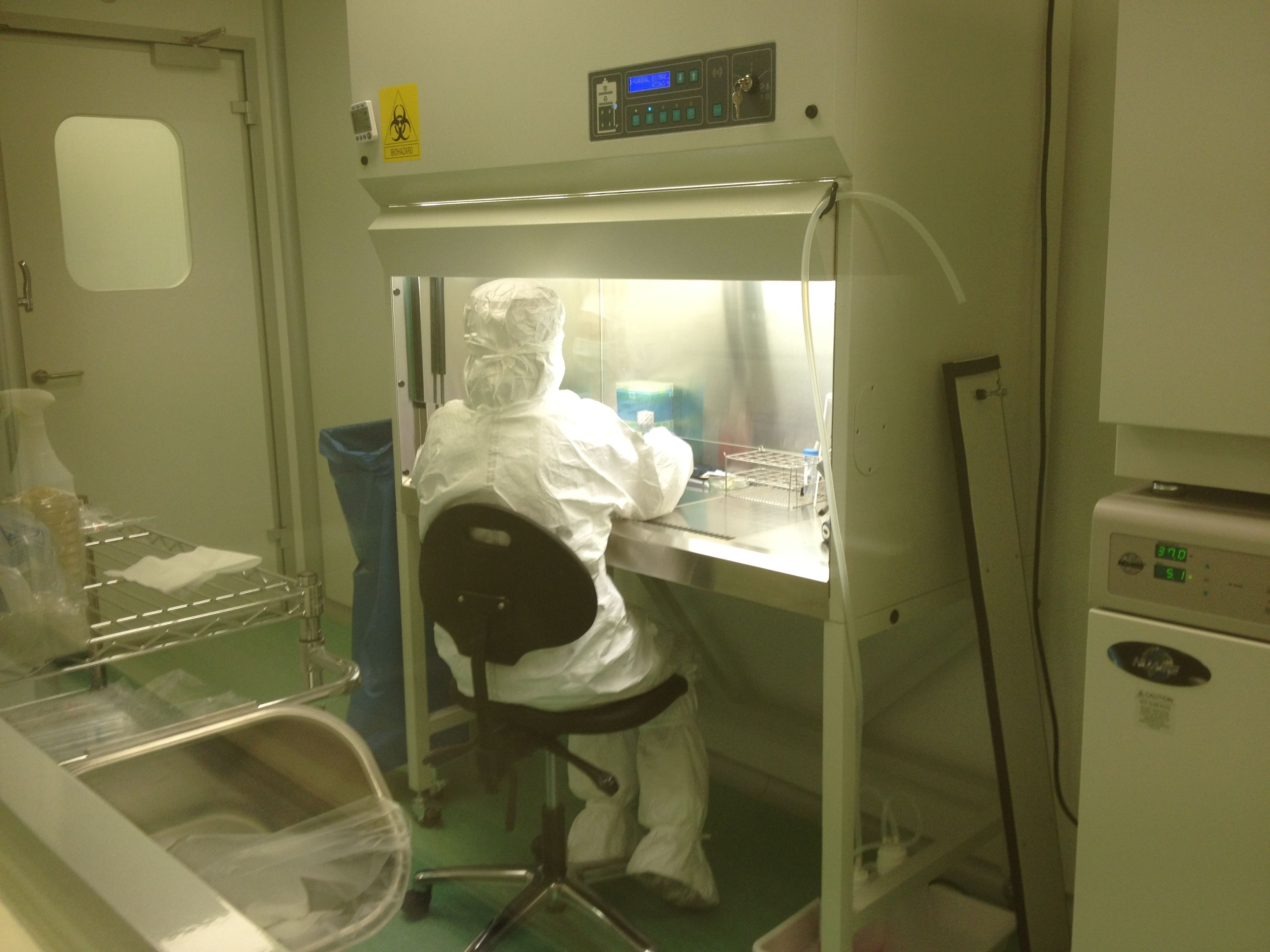
Работа с патогенами II группы, не возбудителями ООИ, в противочумном костюме в вытяжном шкафу с ламинарным потоком воздуха и оборудованного фильтрами очистки (обезвреживания) удаляемого воздуха
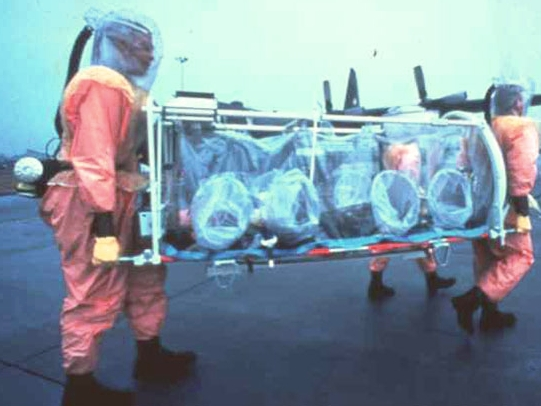
Бокс для перевозки больного (или с подозрением на заболевание) ООИ

«2.1.3. Все виды работ с вирусами I группы патогенности и микроорганизмами, таксономическое положение которых не определено, а степень опасности не изучена, а также аэробиологические исследования проводят в максимально изолированных лабораториях»
Приложение 3, пункт 2. «Возникающие (впервые выделенные) патогенные биологические агенты, не включенные в приведенную ниже Классификацию, а также известные ранее, однако обладающие новыми патогенными для человека свойствами патогенные биологические агенты, в отношении которых известны случаи летальных исходов заболевания и/или имеются сведения о высоком эпидемическом потенциале, следует относить ко II группе патогенности».
| группы патогенности    | группа организмов                            | видовой состав группы | заболевания |
| ---------------------- | -------------------------------------------- | --- | --- |
| I группа патогенности  | Бактерии                                     | Yersinia pestis | Чума |
| I группа патогенности  | Вирусы                                       | Filoviridae: Вирус Марбург | Геморрагическая лихорадка Марбург |
| I группа патогенности  | Вирусы                                       | Вирус Эбола | Геморрагическая лихорадка Эбола |
| I группа патогенности  | Вирусы                                       | Arenaviridae: Вирус Ласса | Геморрагическая лихорадка Ласса |
| I группа патогенности  | Вирусы                                       | Вирус Хунин | Аргентинская геморрагическая лихорадка |
| I группа патогенности  | Вирусы                                       | Вирус Мачупо | Боливийская геморрагическая лихорадка |
| I группа патогенности  | Вирусы                                       | Вирус Себиа | Бразильская геморрагическая лихорадка |
| I группа патогенности  | Вирусы                                       | Вирус Гуанарито | Венесуэльская геморрагическая лихорадка |
| I группа патогенности  | Вирусы                                       | Poxviridae (род Ortopoxvirine): Вирус натуральной оспы | Натуральная оспа |
| I группа патогенности  | Вирусы                                       | Вирус оспы обезьян | Оспа обезьян |
| I группа патогенности  | Вирусы                                       | Herpesviridae: Обезьяний вирус B | Хронический энцефалит и энцефалопатия |
| II группа патогенности | Бактерии                                     | Bacillus anthracis | Сибирская язва |
| II группа патогенности | Бактерии                                     | Vibrio cholerae (токсигенные штаммы) | Холера |
| II группа патогенности | Бактерии                                     | Burkholderia mallei | Сап |
| II группа патогенности | Бактерии                                     | Burkholderia pseudomallei | Мелоидоз |
| II группа патогенности | Бактерии                                     | Francisella tularensis | Туляремия |
| II группа патогенности | Бактерии                                     | Род Brucella: B. melitensis, B. abortus, B. suis, B. neotomae, B. ovis, B. canis, B. ceti, B. pinnipedialis, B. microti                                                     | Бруцеллёз |
| II группа патогенности | Бактерии                                     | Escherichia coli (штаммы продуцирующие веротоксин: O157:H7, O104:H4 и другие)                                                                                               | Геморрагический колибактериоз Гемолитико-уремический синдром |
| II группа патогенности | - хламидии                                   | Chlamydophila psittaci | Орнитоз (пситтакоз) |
| II группа патогенности | - риккетсии                                  | Rickettsia typhi | Крысиный сыпной тиф |
| II группа патогенности | - риккетсии                                  | Rickettsia prowazeki | Эпидемический сыпной тиф Болезнь Брилля — Цинссера |
| II группа патогенности | - риккетсии                                  | Rickettsia rickettsii | Пятнистая лихорадка Скалистых гор |
| II группа патогенности | - риккетсии                                  | Coxiella burnetii | Лихорадка Ку (коксиеллёз) |
| II группа патогенности | - риккетсии                                  | Orientia tsutsugamushi | Лихорадка Цуцугамуши |
| II группа патогенности | Вирусы                                       | Togaviridae: Вирусы венесуэльского, восточного, западного лошадиных энцефаломиелитов                                                                                        | Лошадиные (комариные) энцефаломиелиты (венесуэльский, восточный, западный) |
| II группа патогенности | Вирусы                                       | Вирусы лихорадок Семлики, Бибару, Эвергладес, Чикунгунья, О'Ньонг-Ньонг, Карельской, Синдбис, реки Росс, Майяро, Мукамбо, Сагиума                                           | Лихорадки Семлики, Бибару, Эвергладес, Чикунгунья, О'Ньонг-Ньонг, Карельская, Синдбис, реки Росс, Майяро, Мукамбо, Сагиума                                                             |
| II группа патогенности | Вирусы                                       | Flaviviridae: Вирусы клещевого энцефалита весенне-летнего (всех типов), клещевых энцефалитов Алма-Арасан, Апои, Лангат, Негиши, Повассан, шотландского энцефаломиелита овец | Энцефалиты и энцефаломиелиты (клещевой весенне-летний, Алма-Арасан, Апои, Лангат, Негиши, Повассан), шотландский энцефаломиелит овец                                                   |
| II группа патогенности | Вирусы                                       | Вирусы энцефалитов японского, Росио, Сент-Луис, Усуту, долины Муррея, Ильеус, лихорадки Западного Нила                                                                      | Энцефалиты и менингоэнцефалиты (японский, Росио, Сент-Луис, Усуту, долины Муррея, Ильеус, лихорадка Западного Нила)                                                                    |
| II группа патогенности | Вирусы                                       | Вирусы гемморагических лихорадок: болезни леса Киассанур, омской | Геморрагические лихорадки (болезнь леса Киассанур, омская) |
| II группа патогенности | Вирусы                                       | Вирусы лихорадок жёлтой, Зика, Денге, Риобраво, Сокулук | Лихорадки жёлтая, Зика, Денге, Риобраво, Сокулук |
| II группа патогенности | Вирусы                                       | Вирусы болезней Карши, Кунжин, Сепик, Вессельсборн | Болезни Карши, Кунжин, Сепик, Вессельсборн |
| II группа патогенности | Вирусы                                       | Вирус гепатита C | Вирусный гепатит C, гепатоцеллюлярная карцинома |
| II группа патогенности | Вирусы                                       | Nodaviridae: Вирусы гепатитов D и E | Вирусные гепатиты D и E |
| II группа патогенности | Вирусы                                       | Hepadnaviridae: Вирус гепатита B | Вирусный гепатит B |
| II группа патогенности | Вирусы                                       | Bunyaviridae: | |
| II группа патогенности | Вирусы                                       | (род Bunyavirus): комплекс С-вирусы Aney, Мадрид, Орибока, Осса, Рестан и др.                                                                                               | Лихорадки с миозитами и артритами |
| II группа патогенности | Вирусы                                       | Вирусы Калифорнийского энцефалита, энцефалита Ла Кросс, энцефалита Джеймстаун-каньона, зайцев-беляков, Инко, Тягиня                                                         | Энцефалиты, энцефаломиелиты, менингоэнцефалиты, лихорадки с менингеальным синдромом и артритами (энцефалит Ла Кросс, калифорнийский энцефалит, энцефалит Джеймстаун-каньона)           |
| II группа патогенности | Вирусы                                       | (род Phlebovirus): Вирусы лихорадок Сицилии, Неаполя, Тоскана, Рифт-Валли и др.                                                                                             | москитные лихорадки Паппатачи, Рифт-Валли и другие, проявляющиеся энцефалитами, лихорадкой, артритами и миозитами                                                                      |
| II группа патогенности | Вирусы                                       | (род Nairovirus): Вирус энцефалита Дугбе | Энцефалит Дугбе |
| II группа патогенности | Вирусы                                       | Вирусы болезни овец Найроби, Ганджам | Лихорадка с менингеальным синдромом (болезнь Найроби, лихорадка Ганджам) |
| II группа патогенности | Вирусы                                       | Вирус Конго-крымской геморрагической лихорадки | Конго-крымская геморрагическая лихорадка |
| II группа патогенности | Вирусы                                       | (род Hantavirus): Вирусы Хантаан, Сеул, Пуумала, Чили, Аидо, Андес, Таиланд, Добрава-Белград, Хабаровск, Тула и др.                                                         | Геморрагические лихорадки с почечным синдромом, геморрагические лихорадки с легочным (кардиопульмональным) синдромом                                                                   |
| II группа патогенности | Вирусы                                       | Reoviridae (род Orbivirus): Вирусы клещевой лихорадки Кемерово, колорадской клещевой лихорадки, болезни синего языка овец, лихорадки Чангвинола, лихорадки Орунго и др.     | лихорадки с менингеальным синдромом и артритами (Клещевая лихорадка Кемерово, колорадская клещевая лихорадка, болезнь синего языка овец, лихорадка Чангвинола, лихорадка Орунго и др.) |
| II группа патогенности | Вирусы                                       | Rhabdoviridae (род Lyssavirus): Вирус бешенства | Бешенство |
| II группа патогенности | Вирусы                                       | Вирусы дикования (арктического бешенства), Лагос-бат (бешенства летучих мышей)                                                                                              | Псевдобешенство (вирусный арктический энцефаломиелит плотоядных), энцефалопатии |
| II группа патогенности | Вирусы                                       | Picornaviridae (род Aphtovirus): Вирус ящура | Ящур |
| II группа патогенности | Вирусы                                       | Arenaviridae: Вирусы лимфоцитарного хориоменингита Такарибе, Пичинде | Астенические менингиты и менингоэнцефалиты |
| II группа патогенности | Вирусы                                       | Retroviridae: Вирусы иммунодефицита человека (ВИЧ-1, ВИЧ-2) | Синдром приобретённого иммунного дефицита (ВИЧ-инфекция) |
| II группа патогенности | Вирусы                                       | Т-лимфотропный вирус человека | Т-клеточные лейкоз и лимфома человека |
| II группа патогенности | Вирусы                                       | Coronaviridae: Вирус SARS | Тяжёлый острый респираторный синдром |
| II группа патогенности | Вирусы                                       | Вирус MERS | Ближневосточный респираторный синдром |
| II группа патогенности | Вирусы                                       | SARS-CoV-2 | Новая коронавирусная инфекция |
| II группа патогенности | Прионы (возбудители медленных нейроинфекций) | Возбудитель губчатой энцефалопатии крупного рогатого скота | Коровье бешенство |
| II группа патогенности | Прионы (возбудители медленных нейроинфекций) | Возбудитель хронической изнуряющей болезни копытных | Болезнь хронической усталости оленей и лосей в неволе |
| II группа патогенности | Прионы (возбудители медленных нейроинфекций) | Возбудитель энцефалопатии норок | Трансмиссивная энцефалопатия норок |
| II группа патогенности | Прионы (возбудители медленных нейроинфекций) | Скрепи | Подострая энцефалопатия овец и коз |
| II группа патогенности | Прионы (возбудители медленных нейроинфекций) | Возбудитель фатальной семейной бессонницы | Фатальная семейная бессонница |
| II группа патогенности | Прионы (возбудители медленных нейроинфекций) | Возбудитель оливопонтоцеребеллярной атрофии человека | Оливопонтоцеребеллярная атрофия I типа |
| II группа патогенности | Прионы (возбудители медленных нейроинфекций) | Возбудитель трансмиссивной губчатой энцефалопатии человека | Амиотрофический лейкоспонгиоз |
| II группа патогенности | Прионы (возбудители медленных нейроинфекций) | Возбудитель болезни Крейцфельда-Якоба (агент CJD) | Болезнь Крейцфельда-Якоба Синдром Герстмана — Штраусслера — Шейнкера |
| II группа патогенности | Прионы (возбудители медленных нейроинфекций) | Возбудитель подострой губчатой энцефалопатий Куру | Подострая губчатая энцефалопатия Куру |
| II группа патогенности | Грибы (возбудители глубоких микозов)         | Blastomyces dermatitidis | Бластомикоз |
| II группа патогенности | Грибы (возбудители глубоких микозов)         | Coccidioides immitis, Coccidioides posadasii | Кокцидиоидомикоз |
| II группа патогенности | Грибы (возбудители глубоких микозов)         | Histoplasma capsulatum (var. capsulatum и duboisii) | Гистоплазмоз |
| II группа патогенности | Грибы (возбудители глубоких микозов)         | Paracoccidioides brasiliensis | Паракокцидиоидомикоз |
| II группа патогенности | Токсины продуцируемые микроорганизмами       | Ботулотоксины всех типов | Интоксикация, см. ботулизм |
| II группа патогенности | Токсины продуцируемые микроорганизмами       | Холерный токсин | Интоксикация, см. холера |
| II группа патогенности | Токсины продуцируемые микроорганизмами       | Тетанотоксин | Интоксикация, см. столбняк |

###### Представители вирусов из III и IV групп патогенности[9]
| III группа                                              |                                                                                               |
| Возбудитель                                             | Заболевание                                                                                   |
| 1. Orthomyxoviridae:                                    |                                                                                               |
| вирусы гриппа A, B и C                                  | - гриппа                                                                                      |
| 2. Picornaviridae,                                      |                                                                                               |
| Род Enterovirus:                                        |                                                                                               |
| вирусы полиомиелита - дикие штаммы                      | - полиомиелита                                                                                |
| вирусы гепатита A и гепатита E                          | - энтеральных гепатитов                                                                       |
| вирус острого геморрагического конъюнктивита (AHC)      | - геморрагического конъюнктивита                                                              |
| 3. Herpesviridae:                                       |                                                                                               |
| вирусы простого герпеса I и II типов                    | - герпеса простого                                                                            |
| герпесвирус зостер-ветрянки                             | - ветряной оспы, опоясывающего герпетического лишая                                           |
| вирус герпеса 6 типа (HBLv - HHv6)                      | - поражение B-лимфоцитов человека родовой экзантемы, лимфопролиферативных заболеваний         |
| вирус цитомегалии                                       | - цитомегалии                                                                                 |
| вирус Эпштейн-Барр                                      | - инфекционного мононуклеоза, лимфомы Беркитта, назофарингиальной карциномы                   |
| IV группа                                               |                                                                                               |
| 1. Adenoviridae:                                        |                                                                                               |
| аденовирусы всех типов                                  | - ОРИ, пневмоний, конъюнктивитов                                                              |
| 2. Reoviridae,                                          |                                                                                               |
| Род Reovirus:                                           |                                                                                               |
| реовирусы человека                                      | - ринитов, гастроэнтеритов                                                                    |
| Род Rotavirus:                                          |                                                                                               |
| ротавирусы человека, вирус диареи телят Небраски (NCDV) | - гастроэнтеритов и энтеритов                                                                 |
| 3. Coronaviridae:                                       |                                                                                               |
| коронавирусы человека                                   | - ОРИ (профузного насморка без температуры), энтериты                                         |
| 4. Caliciviridae:                                       |                                                                                               |
| вирус Норфолк (Норуолк)                                 | - острых гастроэнтеритов                                                                      |
| 5. Picornaviridae                                       |                                                                                               |
| Род Enterovirus                                         |                                                                                               |
| вирусы Коксаки группы A и B                             | - серозных менингитов, энцефало-миокардитов, ОРИ, болезни Борнхольма, герпангин, полиневритов |
| вирусы ECHO (Эховирусы)                                 | - серозных менингитов, диареи, ОРИ, полиневритов, увеитов                                     |
| энтеровирусы - типы 68 - 71                             | - серозных менингитов, конъюнктивитов, ОРИ                                                    |
| Род Rinovirus:                                          |                                                                                               |
| риновирусы человека 130 типов                           | - ОРИ, полиневритов, герпангин, конъюнктивитов                                                |
| Род Cardiovirus:                                        |                                                                                               |
| вирус энцефаломиокардита и вирус Менго                  | - ОРИ, полиневритов, энцефало-миокардитов, миокардитов, перикардитов                          |
| 6. Paramyxoviridae:                                     |                                                                                               |
| вирусы парагриппа человека 1 - 4 типа                   | - ОРИ, бронхопневмоний                                                                        |
| респираторно-синцитиальный вирус (РС-вирус)             | - пневмоний, бронхитов, бронхиолитов                                                          |
| вирус эпидемического паротита                           | - эпидемического паротита                                                                     |
| вирус кори                                              | - кори                                                                                        |
| вирус Ньюкаслской болезни                               | - конъюнктивитов                                                                              |
| 7. Togaviridae,                                         |                                                                                               |
| Род Rubivirus                                           |                                                                                               |
| вирус краснухи                                          | - краснухи                                                                                    |
| 8. Rhabdoviride                                         |                                                                                               |
| Род Vesiculovirus:                                      |                                                                                               |
| вирус везикулярного стоматита                           | - везикулярного стоматита                                                                     |
| 9. Poxviridae: вирус оспы коров                         | - оспы коров                                                                                  |
| вирус эктромелии                                        | - эктромелии мышей                                                                            |
| вирус узелков доильщиц                                  | - хронической болезни рук доильщиц                                                            |
| орфвирус                                                | - контагиозного пустулярного дерматита                                                        |
| вирус контагиозного моллюска                            | - контагиозного моллюска кожи и слизистых                                                     |
| вирусы Тана и Яба                                       | - болезни Яба                                                                                 |

## Классификация патогенности Всемирной организации здравоохранения
Всемирной организацией здравоохранения был предложен свой вариант классификации, однако ими настоятельно рекомендуется использовать её только для лабораторной работы. Классификация, принятая в США, Канаде, Японии, а также используемая Всемирной организацией здравоохранения, отличается от существующей в России обратным порядком: микроорганизмы наиболее высокой степени патогенности у них отнесены к IV группе.
| Группа риска     | Название группы риска                                             | Оценка риска |
| ---------------- | ----------------------------------------------------------------- | --- |
| Группа риска I   | Отсутствие или низкая индивидуальная и общественная опасность     | Микроорганизм, потенциально не являющийся возбудителем заболеваний человека или животных |
| Группа риска II  | Умеренная индивидуальная опасность, низкая общественная опасность | Патогенный микроорганизм, который может вызвать заболевание, но не представляет серьёзного риска для персонала, населения, домашнего скота или окружающей среды. Неосторожность в лаборатории может вызвать инфекцию, однако существуют доступные лечебные и профилактические меры. Риск распространения ограничен. |
| Группа риска III | Высокий индивидуальный и низкий общественный риск                 | Патогенный агент, который обычно вызывает серьёзное заболевание человека или животных, но, как правило, не распространяется от больного к здоровому. Существуют эффективные лечебно-профилактические процедуры. |
| Группа риска IV  | Высокий индивидуальный и общественный риск                        | Патогенный агент вызывает обычно серьёзное заболевание у человека или животных и легко распространяется от больного к здоровому или опосредованно. Эффективных мер в большинстве случаев не существует. |